# Marwin González
Marwin Javier Gonzalez (né le 14 mars 1989 à Puerto Ordaz, Bolívar, Venezuela) est un joueur d'arrêt-court des Ligues majeures de baseball évoluant avec les Astros de Houston.

## Carrière
Marwin Gonzalez signe son premier contrat professionnel en 2005 avec les Cubs de Chicago. Le 8 décembre 2011, alors qu'il évolue toujours en ligues mineures, Gonzalez est réclamé par les Red Sox de Boston au repêchage de règle 5 et immédiatement échangé aux Astros de Houston contre le lanceur droitier des ligues mineures Marco Duarte.
Gonzalez fait ses débuts dans le baseball majeur le 6 avril 2012 avec les Astros. Il réussit son premier coup sûr dans les majeures le 7 avril contre Jamie Moyer des Rockies du Colorado. Il frappe 48 coups sûrs dont deux circuits, récolte 12 points produits et réussit trois buts volés en 80 matchs à sa première saison, où il maintient une moyenne au bâton de ,234. Son premier circuit en carrière est frappé le 14 mai 2012 comme frappeur suppléant opposé au lanceur Joe Blanton des Phillies de Philadelphie.
Le 2 avril 2013 à Houston, González brise la partie parfaite de Yu Darvish des Rangers du Texas en réussissant un simple après deux retraits en neuvième manche après que le lanceur eut retiré consécutivement les 26 premiers frappeurs à lui faire face.